# Stěžírky

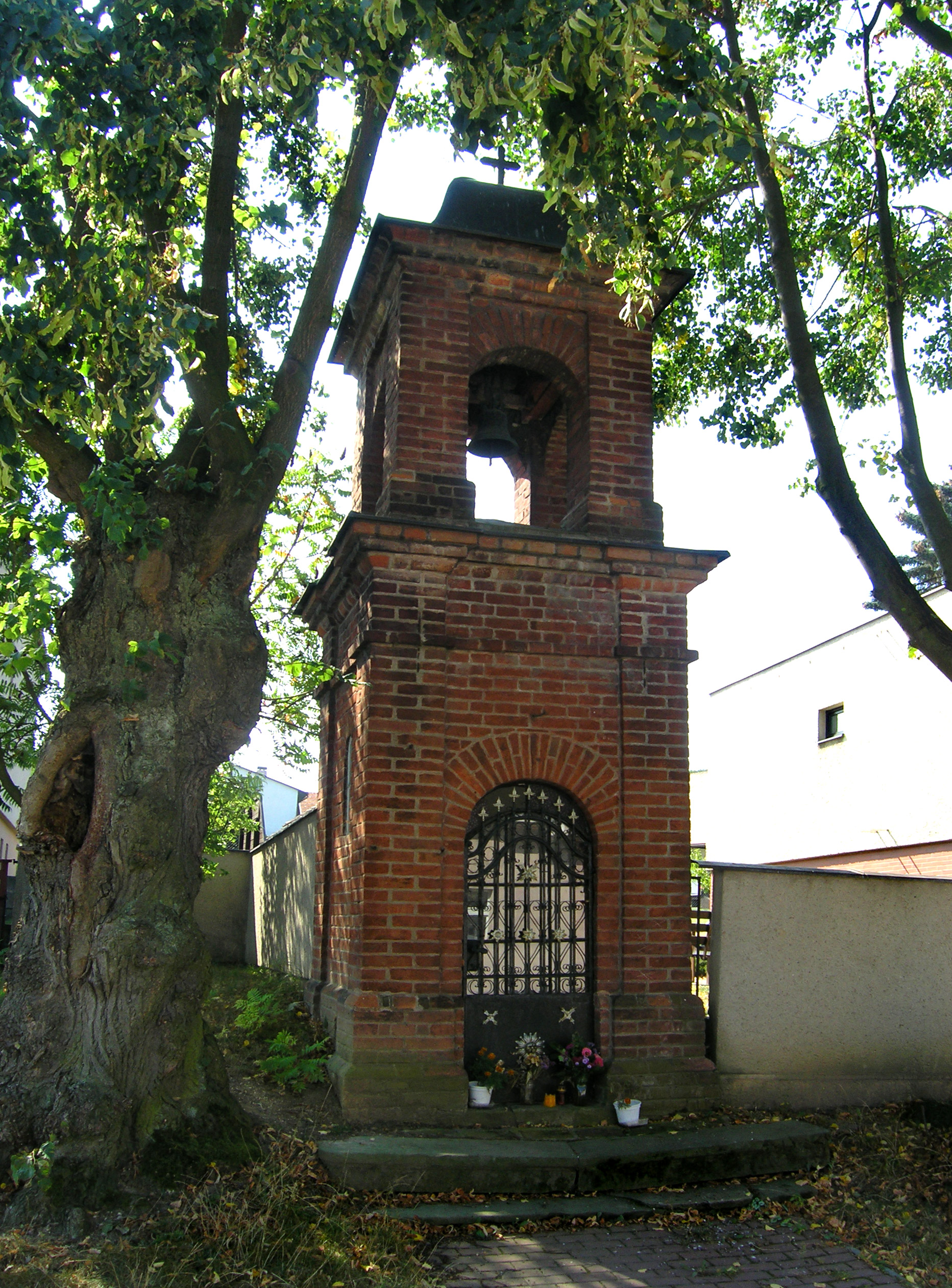
Glockenturm

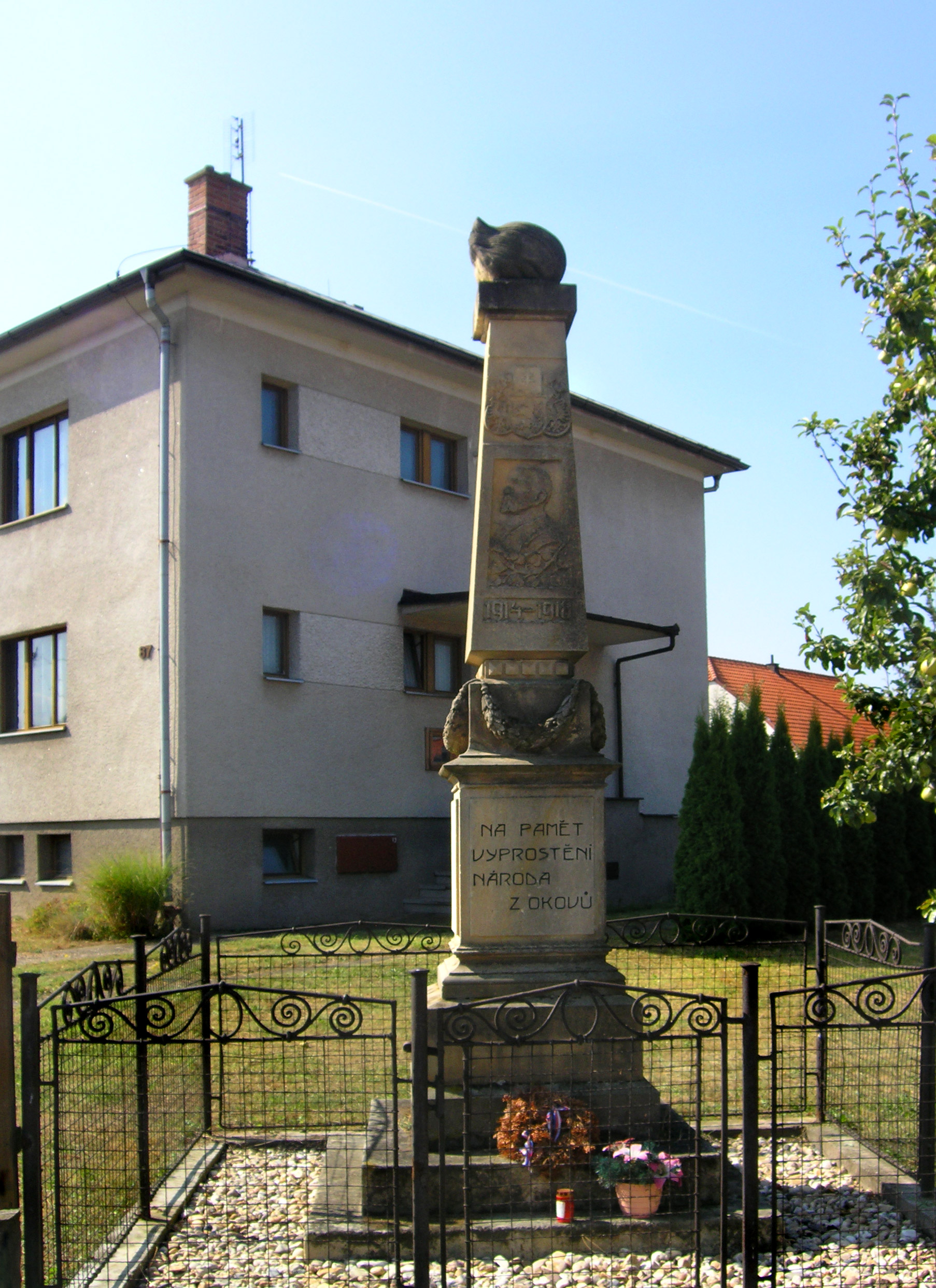
Gefallenendenkmal

Stěžírky (deutsch Stezirek, 1939–45 Lanzendorf) ist ein Ortsteil der Gemeinde Stěžery im Okres Hradec Králové in Tschechien. Er liegt sieben Kilometer westlich des Stadtzentrums von Hradec Králové an dessen Stadtgrenze.

## Geographie
Stěžírky befindet sich in der Východolabská tabule (Tafelland an der östlichen Elbe). Das von Hügeln umgebene Dorf liegt am östlichen Fuße des Stínec (Steinfeld, 304 m n.m.) in der Quellmulde des Baches Plačický potok. Gegen Westen erstreckt sich der Přímský les (Primer Wald). Am östlichen Ortsrand verläuft die Straße II/324 zwischen Nechanice und Opatovice nad Labem.
Nachbarorte sind Probluz, Bor 1. díl, Bor 2. díl und Rosnice im Norden, Charbuzice und Chaloupky im Nordosten, Svobodné Dvory im Osten, Stěžery im Südosten, Hřibsko, Nové Hvozdnice und Hvozdnice im Süden, Těchlovice und Radíkovice im Südwesten, Hrádek und Nový Přím im Westen sowie Horní Přím und Dolní Přím im Nordwesten.

## Geschichte
Archäologische Funde belegen ein frühzeitliche Besiedlung der Gegend zwischen Stěžery, Přím und Jehlice; die jungsteinzeitlichen Werkzeuge und ein Siedlungsplatz datieren in die Zeit um 5000 v. Chr.
Der Überlieferung nach wurde Stěžírky im Jahre 1229 durch König Ottokar I. Přemysl zusammen mit Stěžery an das Kloster Opatowitz verkauft. Erstmals urkundlich erwähnt wurde Stěžírky 1377 in einem Besitzerverzeichnis des Klosters. Nachdem das Kloster Opatowitz 1421 von den Hussiten unter Diviš Bořek von Miletínek und Aleš von Riesenburg geplündert und niedergebrannt worden war, bemächtigten sich Diviš Bořek und die Stadt Hradec Králové der ausgedehnten Besitzungen. Gemäß einer zwischen beiden geschlossenen Vereinbarung fiel der nördliche Teil der Klostergüter einschließlich Stěžírky der Stadt zu, während Diviš Bořek aus dem übrigen Teil die Herrschaft Kunburg bildete. Ab 1539 gehörte das Dorf für einige Zeit Felix Pravětický von Pravětice, es gelangte aber bald wieder an die Stadt zurück. Wegen der Beteiligung von Königgrätz am böhmischen Ständeaufstand konfiszierte Kaiser Ferdinand I. 1547 sämtliche Stadtgüter und verkaufte das Gut Přím mit den Dörfern Bříza, Charbuzice, Probluz und Stěžírky an Johann von Pernstein. Dessen drei Söhne veräußerten das Gut an Zdenko Záruba von Hustířan. In Folge des Dreißigjährigen Krieges war das Dorf verödet, in der berní rula von 1654 wurde die Hälfte der zwölf Chaluppen von Stěžírky als wüst bezeichnet. Der Teich an der Mündung eines kleinen Zuflusses zum Plačický potok bildete den Ortsmittelpunkt. Zwischen 1650 und 1777 gehörte Stěžírky zu den Besitzungen der Grafen Harrach. Danach wurde das Dorf wieder mit dem Gut Přím vereinigt. Der Fischteich wurde in der zweiten Hälfte des 18. Jahrhunderts wegen häufiger Überschwemmungen trockengelegt und die Teichstätte mit Häusern überbaut; erhalten blieb das Fischerhaus.
Im Jahre 1835 bestand das im Königgrätzer Kreis gelegene Dorf Stiežirek aus 30 Häusern, in denen 193 Personen lebten. Im Ort gab es ein Wirtshaus. Pfarrort war Problus. Bis zur Mitte des 19. Jahrhunderts blieb Stiežirek dem Allodialgut Přim untertänig.
Nach der Aufhebung der Patrimonialherrschaften bildete Stěžírky ab 1849 mit dem Ortsteil Charbuzice eine Gemeinde im Gerichtsbezirk Nechanitz. Ab 1868 gehörte die Gemeinde zum Bezirk Königgrätz. Im Jahre 1890 bestand Stěžírky aus 38 Chaluppen. Zu Beginn des 20. Jahrhunderts wurde alternativ auch der Ortsname Stěžerky verwendet. Auf Anordnung der Linguistischen Kommission in Prag wurde 1920 Stěžírky als amtlicher Ortsname festgelegt. 1949 wurde Stěžírky dem Okres Hradec Králové-okolí zugeordnet; dieser wurde im Zuge der Gebietsreform von 1960 aufgehoben, seitdem gehört das Dorf zum Okres Hradec Králové. 1953 erfolgte der Abbruch des Fischerhauses. Am 1. Januar 1976 erfolgte die Eingemeindung nach Stěžery. Am 3. März 1991 hatte der Ort 281 Einwohner; beim Zensus von 2001 lebten in den 89 Wohnhäusern von Stěžírky 298 Personen.

## Gemeindegliederung
Stěžírky bildet einen Katastralbezirk, dessen Gebiet auch den Ortsteil Charbuzice umfasst.

## Sehenswürdigkeiten
- Glockenturm in Klinkerbauweise
- Denkmal für die Gefallenen des Ersten Weltkrieges